# 모길라시

모길라 시의 위치

모길라시(마케도니아어: Општина Могила)는 마케도니아 공화국 중남부에 위치한 지방 자치체로 행정 중심지는 모길라이며 면적은 255.62km2, 인구는 6,710명(2002년 기준)이다. 북서쪽으로는 데미르히사르 시, 북쪽으로는 크루셰보 시와 크리보가슈타니 시, 북동쪽으로는 프릴레프 시, 남동쪽으로는 노바치 시, 남서쪽으로는 비톨라 시와 접한다.